# Charles Ancillon
Charles Ancillon (ur. 28 lipca 1659, zm. 5 lipca 1715) – francuski jurysta i hugenocki uchodźca z Francji (1685) do Brandenburgii-Prus.

## Życiorys
Jego ojciec David Ancillon Starszy (1692) był kaznodzieją gminy hugenockiej w Berlinie, a jego brat David Ancillon (1670-1723), nadwornym kaznodzieją króla Prus Fryderyka I.
Był prawnikiem parlamentu w Metzu do 1685, gdy król wygnał protestantów francuskich z Francji (Edykt z Fontainebleau). W Brandenburgii został sędzią francuskiej kolonii berlińskiej (po przyjęciu Hugenotów 1/3 mieszkańców Berlina była Francuzami).
W 1689 roku dyrektor berlińskiego Collège Francais.
W 1691 został brandenburskim posłem do Szwajcarii i margrabiego von Baden-Durlach.
W 1699 powrócił do Berlina i, ponieważ wtedy zmarł, Samuel von Pufendorf został historiografem nadwornym.
Zmarł, będąc szefem berlińskiej policji (Polizeidirektor)
Jego Histoire de l'établissement des Français réfugiés dans les états de l’Electeur de Brandebourg (Berlin 1690) zachęciła wielu francuskich protestantów do ucieczki do Brandenburgii.

## Dzieła
- L’irrévocabilité de l'édit de Nantes (Amsterdam 1688);
- La France intéressée à rétablir l'édit de Nantes (Amsterdam. 1690);
- Histoire de Soliman II. (Rotterdam. 1706) u. a.